# 15619 Albertwu
15619 Albertwu (2000 HE13) là một tiểu hành tinh vành đai chính được phát hiện ngày 28 tháng 4 năm 2000 bởi Nhóm nghiên cứu tiểu hành tinh gần Trái Đất phòng thí nghiệm Lincoln ở Socorro.